# Okręty patrolowe projektu 22160
 Okręty patrolowe projektu 22160, określane też jako typu Wasilij Bykow – typ pełnomorskich okrętów patrolowych, klasyfikowanych także jako korwety, budowanych dla Marynarki Wojennej Rosji od drugiej dekady XXI wieku.

## Historia
Korwety projektu 22160 miały być nowocześniejszym następcą korwet projektu 20380/20385, ze znacznie słabszym uzbrojeniem, lecz o większym zasięgu pływania, uzupełniając lukę w pełnomorskich okrętach patrolowych w Marynarce Wojennej Rosji. Silne uzbrojenie okrętów poprzedniego projektu zostało uznane za zbędne, a przy tym podrażające konstrukcję. Zgodnie ze światowymi tendencjami, miały to być wielozadaniowe okręty przeznaczone do ochrony wód terytorialnych i wyłącznej strefy ekonomicznej, zapobiegania piractwu i przemytowi, prowadzenia akcji poszukiwawczo-ratowniczych i monitorowania środowiska naturalnego, natomiast mniejszy nacisk położono na funkcje bojowe. Założono, że nowe okręty będą po raz pierwszy w Rosji konstrukcji modułowej, umożliwiającej zastosowanie różnego uzbrojenia i wyposażenia. W Rosji klasyfikowane są okręty patrolowe (ros. patrulnyj korabl). 
Projekt okrętów został opracowany przez Siewiernoje Projektno-Konstruktorskoje Biuro (SPKB) z Petersburga, na podstawie umowy z Ministerstwem Obrony podpisanej w 2013 roku. Wykorzystano przy tym doświadczenia z projektowania patrolowców  proj. 22460 (typ Rubin) dla Straży Wybrzeża Służby Pogranicza Rosji. Kontrakt na budowę prototypowego patrolowca „Wasilij Bykow” podpisano ze stocznią Zielenodolskij Zawod im. A. M. Gorkogo w Zielenodolsku w Tatarstanie 11 kwietnia 2014 roku, a już 9 października 2014 roku Ministerstwo Obrony zamówiło tam dalsze pięć okrętów seryjnych. Budowa trzeciego i czwartego okrętu została przez stocznię w Zielenodosku umieszczona w znajdującej się pod jej zarządem stoczni Sudostroitielnyj Zawod im. B. Je. Butomy (poprzednio „Zaliw") w Kerczu na anektowanym Krymie. Zapowiadano budowę drugiej serii sześciu okrętów, lecz po doświadczeniach z wojny z Ukrainą, w czerwcu 2022 roku zrezygnowano z tego zamiaru.
| Nazwa okrętu     | Położenie stępki  | Wodowanie        | Wejście do służby  |
| ---------------- | ----------------- | ---------------- | ------------------ |
| Wasilij Bykow    | 26 lutego 2014    | 28 sierpnia 2017 | 20 grudnia 2018    |
| Dmitrij Rogaczow | 25 lipca 2014     | 8 kwietnia 2018  | 11 czerwca 2019    |
| Pawieł Dierżawin | 18 lutego 2016    | 21 lutego 2019   | 27 listopada 2020. |
| Siergiej Kotow   | 8 maja 2016       | 29 stycznia 2021 | 16 maja 2022       |
| Wiktor Wielikij  | 25 listopada 2016 |                  |                    |
| Nikołaj Sipiagin | 13 stycznia 2018  |                  |                    |

## Opis

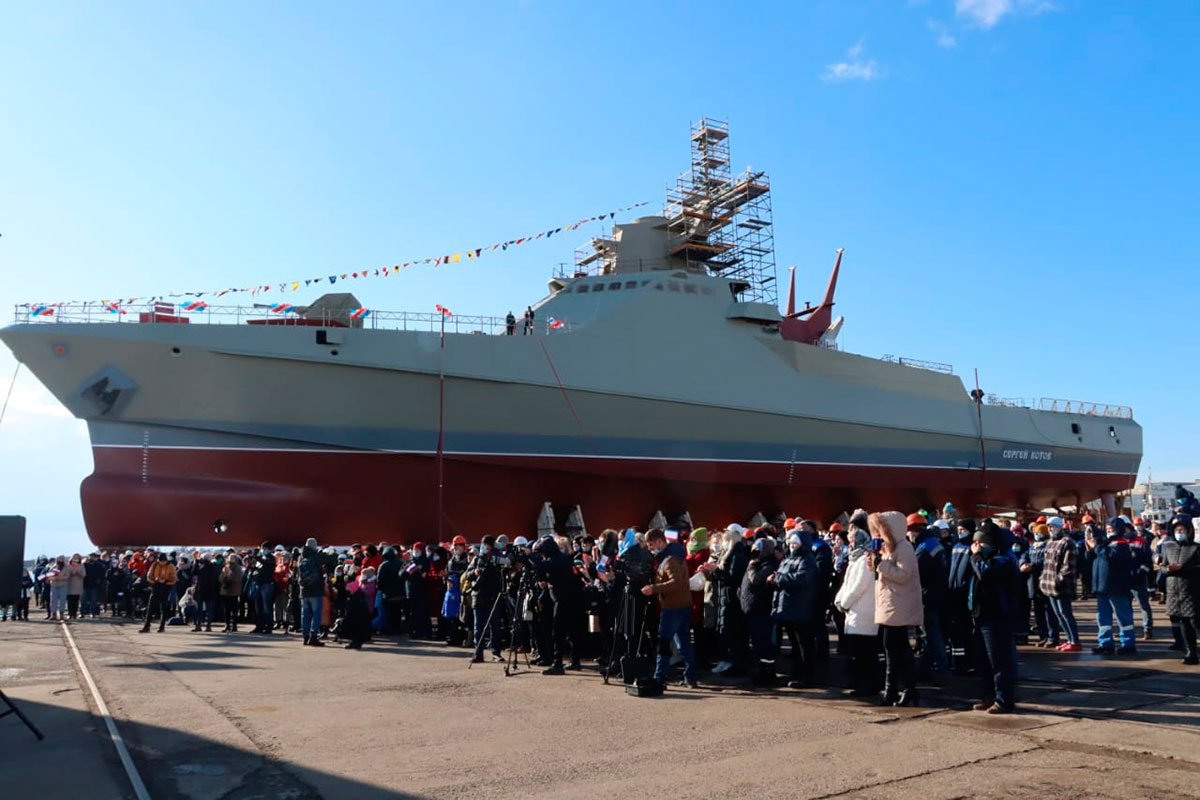
„Siergiej Kotow” przed wodowaniem

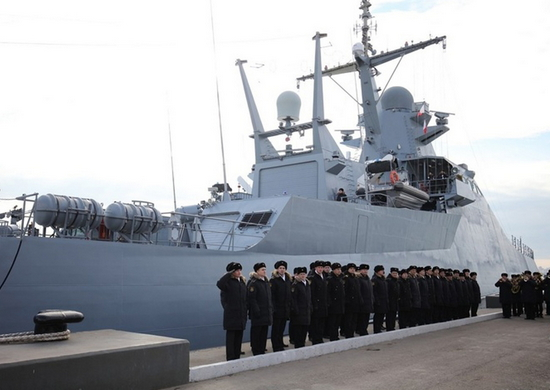
Widok korwety proj. 22160 od rufy – widoczny wysoki hangar pośrodku i hangar dla bezpilotowców

Kadłub i nadbudówki okrętów zostały ukształtowanie zgodnie z wymogami trudnowykrywalności przez radary (stealth). Ich cechą charakterystyczną jest umieszczona centralnie nadbudowa w formie wyspy, zintegrowana z hangarem i burtami, z pochyloną pod dużym kątem ścianą przednią. Płaszczyzny zewnętrzne kadłuba i nadbudówki ukształtowano tak, aby zmniejszyć skuteczną powierzchnię odbicia radiolokacyjnego, a wszystkie urządzenia kotwiczne i cumownicze zostały ukryte we wnętrzu kadłuba. Na pokładzie dziobowym znajduje się wieża armaty uniwersalnej, a na pokładzie rufowym lądowisko dla śmigłowca. Okręty mają hangar dla śmigłowca wpuszczony w tylną część nadbudówki. W pokładówce po prawej burcie za główną bryłą nadbudówki znajduje się niewielki hangar dla śmigłowców bezzałogowych, a po lewej burcie – stanowisko kontroli lotów. Nad pokładówkami, po bokach hangaru przenoszone są dwie łodzie hybrydowe. Na rufie umieszczony jest slip dla łodzi desantowo-szturmowej, która może być wodowana i dokowana dzięki otwieranym ku górze wrotom w pawęży.
Dokładne parametry okrętów nie została oficjalnie podana, wyporność według oficjalnych danych rosyjskich wynosi około 1700 ton (inne źródła podają do ok. 1950 ton). Długość kadłuba wynosi 94 m. Załoga liczy około 80 osób.

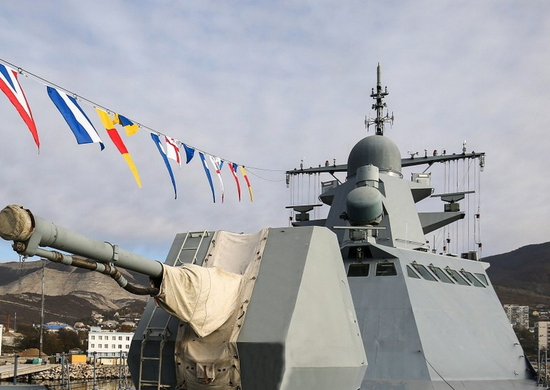
Armata AK-176MA na „Siergieju Kotowie”

Główne uzbrojenie stanowi automatyczna armata uniwersalna kalibru 76 mm AK-176MA w wieży na dziobie. Armata umieszczona jest w wieży ukształtowanej dla utrudnienia wykrywalności. Początkowo planowano jako uzbrojenie zastosować armatę kalibru 57 mm. Uzbrojenie uzupełniają dwa karabiny maszynowe kalibru 12,7 mm Kord na skrzydłach mostka i dwa zdalnie sterowane granatniki automatyczne kalibru 55 mm DP-65, dla celów przeciwdywersyjnych, umieszczone po obu burtach na lądowisku śmigłowca.
Ponadto uzbrojenie do samoobrony stanowią wyrzutnie pocisków ziemia-powietrze bardzo bliskiego zasięgu samonaprowadzających się na podczerwień 9K38 Igła. Na etapie założeń planowano uzbrojenie okrętów w system przeciwlotniczy średniego zasięgu Sztil-1 i rakiety przeciwokrętowe Oniks lub manewrujące Kalibr. Nie zostało to jednak zrealizowane. Po pierwszych doświadczeniach z wojny z Ukrainą, w drugiej połowie 2022 roku patrolowce uzbrojono w autonomiczny moduł wyrzutni pocisków  przeciwlotniczych bliskiego zasięgu Tor-M2KM, z własnym systemem kierowania ogniem. System Tor-M2KM pozwala na zwalczanie samolotów i śmigłowców lecących na wysokościach od 10 do 10 000 m oraz w odległości od 1 do 15 km. Jak wynika z fotografii, moduł systemu Tor montowany był na pokładzie lotniczym, uniemożliwiając używanie śmigłowca.
Okręty dysponują hangarem i lądowiskiem dla śmigłowca o masie do 12 ton, np. Ka-27PS lub Ka-29. Ponadto na wyposażenie mogą wchodzić dwa bezzałogowe statki powietrzne (drony). Stosowane mogą być np. drony Gorizont Air S-100. Na wyposażenie wchodzi też łódź desantowo-szturmowa proj. 02800.  
Wyposażenie elektroniczne obejmuje przede wszystkim radar wykrywania i wskazywania celów MR-353MK Pozitiw-MK z anteną w kulistej osłonie dielektrycznej, kombinowany radiolokacyjno-optoelektroniczny system kierowania ogniem MR-123-02/3 Bagira, dwa radary nawigacyjne MR-231-3 i jeden typu MR-231. Urządzenia optoelektroniczne ponadto obejmują dwie głowice obserwacyjne i kierowania ogniem artylerii SP-520M i pojedynczą głowicę optoelektroniczną Sfiera-02. Okręty wyposażone są w sonar do wykrywania płetwonurków MG-757 Anapa-M, opuszczany za burtę z lewej pokładówki przez otwór zamykany pokrywą. Okręty wyposażono również w system walki elektronicznej TK-25 z systemem zakłóceń pasywnych PK-10 Smiełyj, w postaci czterech wyrzutni celów pozornych KT-216 umieszczonych po obydwu burtach na pokładzie rufowym i na nadbudówce po bokach hangaru. Okręty mogą wykorzystywać wymienne moduły zadaniowe w kontenerach montowanych na pokład ładunkowy nad slipem łodzi.
Zasięg okrętów deklarowany jest na 6000 mil morskich, a autonomiczność na 60 dób.

## Służba

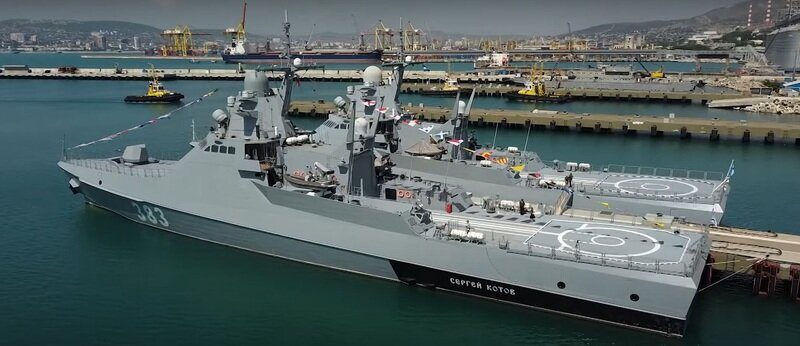
Dwa okręty proj. 22160 w Noworosyjsku, na pierwszym planie „Siergiej Kotow”

Wszystkie okręty zostały przeznaczone do służby we Flocie Czarnomorskiej.
Cztery jednostki wzięły udział w inwazji Rosji na Ukrainę, rozpoczętej w 2022 roku.  Pojawiły się doniesienia, że 7 marca 2022 roku „Wasilij Bykow” miał zostać ostrzelany i zatopiony pod Odessą, lecz  nie potwierdziły się. Według niepotwierdzonych informacji, „Pawieł Dierżawin” został uszkodzony w wybuchu miny 11 października 2023 roku na redzie Sewastopola.
5 marca 2024 roku Ukraina poinformowała, że „Siergiej Kotow” został zatopiony w nocy w pobliżu Cieśniny Kerczeńskiej przez bezzałogowe łodzie uderzeniowe (drony morskie) Magura V5.
Doświadczenia z wojny w Ukrainie wskazały, że okręty proj. 22160, projektowane jako patrolowe, pomimo wielkości są mało przydatne w pełnoskalowym konflikcie zbrojnym, do którego nie były przewidziane. Jako mankamenty wymieniane są niedostateczne zdolności żeglugowe i słaba siłownia oraz zbyt słabe uzbrojenie przeciwlotnicze.